# 马修·法伦
马修·法伦（英語：Matthew Fallon，2002年10月3日—），美国男子游泳运动员，2022年NCAA一级游泳锦标赛男子200米蛙泳铜牌得主、2023年世界游泳锦标赛男子200米蛙泳铜牌得主、2024年NCAA一级游泳锦标赛男子200米蛙泳银牌得主。